# Sant’Efremo Vecchio (Nápoly)
A Sant’Efremo Vecchio egy 16. századi nápolyi templom. A templom helyén egy ókeresztény bazilika és temető állt. Feltételezések szerint ide temették el Szent Efrémet (innen ered a templom elnevezése is). A templomot 1531 és 1602 között építették a kapucinusok. Értékes dísze a 18. századi oltárkép, Jacopo Cestaro műve.